# Mobileye
Mobileye Global Inc.是以色列一家汽车科技研发公司，于1999年創立。主要業務為開發自動駕駛技术和高级辅助驾驶系统(ADAS)，为客户提供算法+EyeQ系列芯片的解决方案。Mobileye 總部和主要研發中心位於耶路撒冷，此外在美國纽约，中國上海，日本東京和德國杜塞爾多夫設有銷售和營銷辦事處。

## 简介

### 发展
1999年，Mobileye公司由耶路撒冷希伯來大學计算机视觉副教授阿姆农·沙书亚和商人兹维·阿伟曼（Ziv Aviram）在以色列共同创立。公司开发基于计算机视觉的车辆防碰撞系统。
2004年起，Mobileye公司开始开发第一代EyeQ1芯片，支持辅助驾驶，采用180纳米制程，功耗为2.5W，芯片最终于2008年推出。之后，Mobileye公司开始开发了一系列EyeQ芯片，从第一代EyeQ1一直升级到2020年发布的第五代EyeQ5。截至2021年底，EyeQ系列芯片出货量突破1亿片。

### 车企合作
Mobileye公司与诸多车企建立了合作关系。2007年起，为凱迪拉克DTS、STS系列和宝马5、6系列提供車道偏離警示系统。截至2016年，Mobileye已经成为全球最大高级辅助驾驶系统(ADAS)供应商，已有1200万辆车搭载了其系统，合作车企包括宝马、奥迪、沃尔沃等。2022年，Mobileye与大众、福特和极氪就高级辅助驾驶系统和自动驾驶技术展开新合作。2018年与中国自动驾驶科技公司知行科技达成战略合作。
Mobileye公司也曾是特斯拉自动驾驶的主要技术供应商，2016年双方产生分歧后不再合作。

### 上市与收购
2014年，Mobileye在纽约证券交易所上市。2017年3月，英特爾宣布以153億美元併購Mobileye公司。2022年10月，英特爾将Mobileye分拆在纳斯达克再次上市。